# IC 1993
IC 1993 — галактика типу SBb (компактна витягнута галактика) у сузір'ї Піч.
Цей об'єкт міститься в оригінальній редакції індексного каталогу.